# Manzana de la Trinidad
Manzana de la Trinidad är en ort i Mexiko.   Den ligger i kommunen Angangueo och delstaten Michoacán de Ocampo, i den södra delen av landet, 130 km väster om huvudstaden Mexico City. Manzana de la Trinidad ligger 2 415 meter över havet och antalet invånare är 908.
Terrängen runt Manzana de la Trinidad är huvudsakligen kuperad, men norrut är den bergig. Runt Manzana de la Trinidad är det ganska tätbefolkat, med 222 invånare per kvadratkilometer. Närmaste större samhälle är Mineral de Angangueo, 3,0 km öster om Manzana de la Trinidad. I omgivningarna runt Manzana de la Trinidad växer i huvudsak blandskog.